# Jaskinia na Wietrzni
Jaskinia na Wietrzni – jaskinia w Górach Świętokrzyskich. Ma dwa otwory wejściowe położone w środkowej części nieczynnego kamieniołomu Wietrznia w Kielcach, na wysokości 271 m n.p.m. Długość jaskini wynosi 60 metrów, a jej deniwelacja 10 metrów. 

Jaskinia znajduje się na terenie rezerwatu przyrody Wietrznia im. Zbigniewa Rubinowskiego i jest nieudostępniona turystycznie.

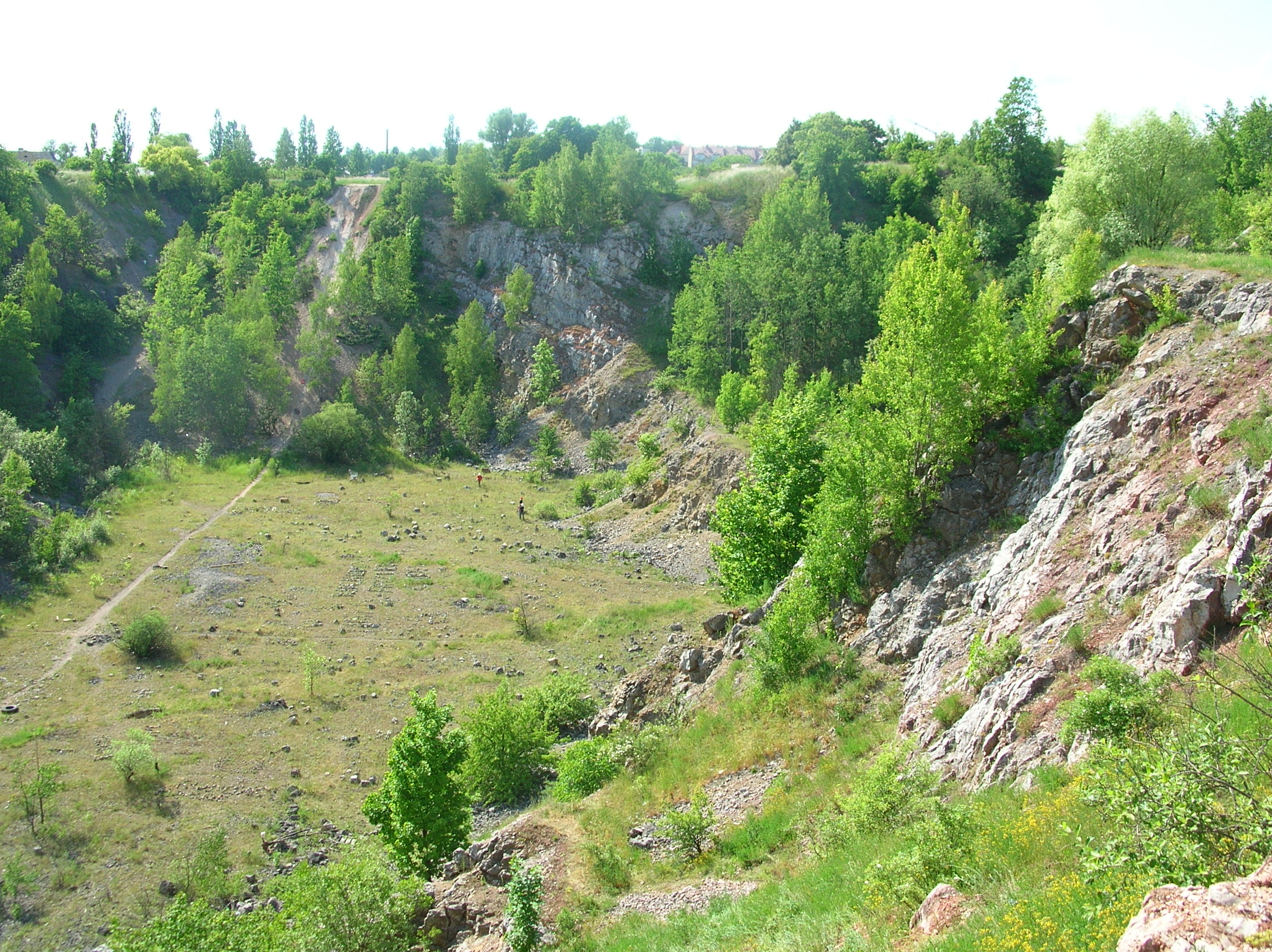
Kamieniołom Wietrznia

## Opis jaskini
Jaskinia ma dwa, położone obok siebie, sztuczne i nieduże otwory wejściowe. Za otworem kwadratowym zaczyna się idący stromo w dół korytarzyk (na jego początku odchodzi ciąg do drugiego, prostokątnego otworu), który kończy się w Salce na Zakręcie. Z salki idzie korytarz do rozdroża nazwanego Wielki Komin. Stąd:
- w lewo zaczyna się niewielka salka z kominkiem mająca połączenie z górną częścią Wielkiego Komina
- w prawo idzie ciąg do Bocznego Korytarza i dalej przez 3-metrową studzienkę do największej sali w jaskini – Wielkiej Komory
- na prawo, poniżej ciągu do Bocznego Korytarza, znajduje się ciąg z zaciskiem (najniższy punkt jaskini) prowadzący również do Wielkiej Komory.

Na końcu Wielkiej Komory znajduje się studzienka, z dna której odchodzi krótki korytarzyk.

## Przyroda
W jaskini, w Wielkim Kominie, występują polewy naciekowe. Zamieszkują ją nietoperze. Ściany są wilgotne, brak jest na nich roślinności.

## Historia odkryć
Jaskinia została odkryta podczas prac w kamieniołomie w 1958 roku. Jej pierwszy opis i plan sporządzili B. W. Wołoszyn i Z. Wójcik w 1965 roku.